# Добровольное (Курганская область)
Добровольное — деревня в Куртамышском районе Курганской области. В рамках организации местного самоуправления входит в муниципальное образование Куртамышский муниципальный округ (с 2005 до 2021 гг. — муниципальный район).

## География
Деревня находится в южной части области, в пределах юго-западной части Западно-Сибирской равнины, в лесостепной зоне, у озера Котошинское.

### Климат
Климат характеризуется как континентальный, с холодной продолжительной малоснежной зимой и тёплым сухим летом. Среднегодовая температура — −1 °C. Средняя температура воздуха самого холодного месяца (января) составляет −17,7 °C (абсолютный минимум — −49 °С); самого тёплого месяца (июля) — 19 °C (абсолютный максимум — 41 °С). Безморозный период длится 113 дней. Годовое количество атмосферных осадков — 344 мм, из которых 190—230 мм выпадает в вегетационный период. Продолжительность периода с устойчивым снежным покровом равна 161 дню.

## История
Основана в 1925 году. По данным на 1926 год посёлок Добровольное состоял из 35 хозяйств.

### Административно-территориальная принадлежность
В административном отношении на 1926 год входил в состав Островского сельсовета Звериноголовского района Курганского округа Уральской области.
До 24 мая 2021 года, согласно Закону Курганской области от 12 мая 2021 года № 48, входила в состав Советского сельсовета, упразднённый в связи с преобразованием муниципального района в муниципальный округ.

## Население
| 1989 | 2002 | 2010 |
| ---- | ---- | ---- |
| 139  | ↗142 | ↘112 |

### Национальный и гендерный состав
По данным переписи 1926 года в посёлке проживал 151 человек (70 мужчин и 81 женщина), в том числе: русские составляли 83 % населения, украинцы — 7 %.
Согласно результатам переписи 2002 года, в национальной структуре  населения деревни русские составляли 62 %,  казахи 36% из 142 чел., из них 73 мужчины, 69 женщин.

## Инфраструктура
Основа экономики — сельское хозяйство.

## Транспорт
Деревня доступна по просёлочной дороге.